# József Debreczeni
József Debreczeni ist das Pseudonym von József Brunner (auch Bruner; geboren 13. Oktober 1905 in Budapest, Österreich-Ungarn; gestorben 26. April 1978 in Belgrad). Er war ein ungarischer Schriftsteller, Journalist und Holocaustüberlebender im KZ-Außenlager Dörnhau des KZ Groß-Rosen, der in Jugoslawien lebte. International bekannt wurde er durch die Wiederentdeckung und Übersetzung seines autobiografischen KZ-Berichts Kaltes Krematorium in den 2020er Jahren.

## Leben
József Brunner war ein Sohn des Fabian Brunner (1876–1944) und der Sidonia Lindner (1876–1944), er hatte zwei Brüder. Seine Familie floh 1919 vor dem Weißen Terror, der nach der Niederwerfung der Ungarischen Räterepublik entstand und sich auch gegen jüdische Einwohner richtete, aus Budapest nach Sombor im Königreich Jugoslawien, in dessen Norden eine zahlenmäßig starke ungarische Minderheit lebte. Dort absolvierte er die weiterführende Schule und wählte für erste literarische Schritte das Pseudonym József Debreczeni in Anlehnung an Debreczen, den Herkunftsort der Brunners. Er schrieb für überregionale Zeitungen Ungarns, arbeitete von 1925 bis 1932 als Zeitungsredakteur für die regionale Bácsmegyei Napló und von 1933 bis zum Erlass der antijüdischen ungarischen Rassegesetze im Jahr 1938 für die in Budapest herausgegebene Zeitschrift Ünnep.
1941 wurde die Batschka beim Balkanfeldzug der Achsenmächte von Ungarn annektiert. Als Jude musste Brunner Zwangsarbeit in einem ungarischen Arbeitsbataillon leisten. Im April 1944 wurde er nach Auschwitz deportiert und kam von dort für das Projekt Riese der Organisation Todt in die Außenlager Falkenberg, Schloss Fürstenstein und Dörnhau des KZ Groß-Rosen. In Dörnhau wurde er, an Flecktyphus erkrankt, von der Roten Armee befreit und versorgt. 1950 veröffentlichte er seinen Bericht über die KZ-Haft in dem Buch Hideg Krematórium. Auschwitz regény, einem damals wenig beachteten Werk.
Nach der Befreiung zog er nach Belgrad und arbeitete für die Tageszeitung Magyar Szó, führende Belgrader Zeitungen sowie den Radiosender Novi Sad. Er wurde ein erfolgreicher Dramatiker und Dichter und starb 1978 in Belgrad. Er wurde mit dem Hid-Preis für ungarische Literatur ausgezeichnet.
In den 2020er Jahren wurde sein KZ-Bericht wiederentdeckt und in zahlreiche Sprachen übersetzt.

## Werke
- Miss Universum (1929) (satirischer Roman)
- Illetlen utca (Drama, 1933, dt.: Die Straße der Unsittlichkeit)
- Az első félidő (Jugendroman, 1939, dt.: Die erste Hälfte)
- Tündöklő tájon (Gedichte, 1949, dt.: In einer glitzernden Landschaft)
- Hideg krematórium (Holocaustbiografie), Belgrad, 1950
  - Hladni krematorijum. Roman Aušvica. Übersetzung Bogdan Cipić. 1951
  - Kaltes Krematorium – Bericht aus dem Land namens Auschwitz. Übersetzung Timea Tankó. Nachwort Carolin Emcke. S. Fischer, Frankfurt am Main 2024, ISBN 978-3-10-397544-4.
- Vacsoracsillag (Gedichte, 1952, dt.: Abendstern)
- Hihetetlen nyár (Roman 1955, dt.: Unglaublicher Sommer)
- Belgrádi éjfél (Gedichte, 1958, dt.: Mitternacht in Belgrad)
- Emberhús (Kurzgeschichten 1958, dt.: Menschenfleisch)
- Csodabolt (Prosa, 1959, dt.: Wunderladen)
- Szamár a hegyen (Satire, 1962, dt. Esel auf dem Berg)
- Dal legyen a jel (Gedichte, 1966, dt.: Das Lied sei das Signal)